# Верхнє Кривче (гміна)
Гміна Верхнє Кривче (пол. Gmina Krzywcze Górne) — колишня сільська гміна, яка входила до Борщівського повіту Тернопільського воєводства ІІ Речі Посполитої. Адміністративним центром гміни було село Верхнє Кривче (тепер частина села Кривче).
Гміна утворена 1 серпня 1934 року на підставі нового закону про самоуправління (23 березня 1933 року). Гміну створено на основі попередніх гмін: Верхнє Кривче та Нижнє Кривче (нині два села об'єднані в одне — Кривче), Сапогів.
Площа гміни — 47,19 км²
Кількість житлових будинків — 969
Кількість мешканців — 4126
У 1939 році з приходом радянської влади, була скасована.